# 埃默廷
埃默廷是德国巴伐利亚州的一个市镇。总面积14.09平方公里，总人口4136人，其中男性2079人，女性2057人（2011年12月31日），人口密度294人/平方公里。